# الأسماء التشريحية (معيار)
ظلت الأسماء التشريحية (باللاتينية: Nomina Anatomica؛ اختصارا NA) المرجع المعياري الدولي لاصطلاحات علم التشريح من عام 1955 وإلى حين استبداله بـ«المصطلحات التشريحية» (Terminologia Anatomica) في عام 1998.
في أواخر القرن التاسع عشر، كان هنالك حوالي 50000 مصطلح تشريحي مختلف من أصول إغريقية ولاتينية ومسميات أخرى مما تسبب بالارتباك بين علماء التشريح مما دعى إلى إصدار معاجم مختصة بالمصطلحات التشريحية.

## طبعات نومينا أناتوميكا
| الطبعة                            | السنة     | التعليق |
| --------------------------------- | --------- | --- |
| BNA                               | 1895      | بازل نومينا أناتوميكا، قلص المصطلحات التشريحية من 50000 إلى 5528 |
| تنقيحات BNA                       | 1933–1935 | صدرت نسخ مختلفة في دول مثل الولايات المتحدة وإسبانيا إضافة إلى النسخة الفرنسية ونسخة برمنغهام البريطانية (BR) ونسخة ينا الألمانية (JNA).                                           |
| الطبعة الأولى من نومينا أناتوميكا | 1955      | ضمت 5640 مصطلحا، بضمنها 4286 مصطلحا لم تتغير من BNA. |
| الطبعة الثانية                    | 1961      | أقرت في المؤتمر السابع للاتحاد الدولي لجمعيات علماء التشريح في عام 1960 في نيويورك.                                                                                                |
| الطبعة الثالثة                    | 1966      | أقرت في المؤتمر الثامن في عام 1965 في فيسبادن. |
| الطبعة الرابعة                    | 1977      | أقر في المؤتمر التاسع في عام 1970 في لينينغراد والمؤتمر العاشر في طوكيو عام 1975. هذه الطبعة قدمت الأسماء النسيجية والأسماء الجنينية (Nomina Histologica and Nomina Embryologica). |
| الطبعة الخامسة                    | 1983      | أقرت في المؤتمر الحادي عشر في عام 1980 في مدينة مكسيكو. |
| الطبعة السادسة                    | 1989      | أقرت في المؤتمر الثاني عشر في عام 1985 في لندن. |
| ترمينولوجيا أناتوميكا             | 1998      | أقرت في المؤتمر الثالث عشر في عام 1989 في ريو دي جانيرو. |